# 日置友輔
日置 友輔（ひおき ゆうすけ、1990年11月13日 - ）は、大阪府大阪市生野区出身の実業家。元サッカー選手。サッカーにおける登録ポジションはミッドフィールダー。

## 来歴
2009年に奈良クラブに入団したが、2010年シーズンをもって退団し、在学中の京都大学に転籍。その後、京都紫光サッカークラブやエリース東京FCといった社会人サッカークラブでプレーした。
社会人のキャリアとしては、京都大学農学部応用生命科学科修士課程を修了後、2016年4月にモルガン・スタンレー・ビジネス・グループに入社。その後、ジェノプランジャパンを経て、2021年10月にオルツに入社して最高財務責任者（CFO)に就任した。オルツは2024年10月11日に東京証券取引所グロースに上場した。
2025年7月28日、オルツの不正会計問題を受けて辞任した米倉千貴の後任の代表取締役に就任（CFO兼任）したが、同月30日に東証から上場廃止が決定され、同日に民事再生法を申請。翌31日に9月3日に開催予定の臨時株主総会で日置が取締役を辞任する予定であると報じられた。

## 略歴
- 2016年4月	モルガン・スタンレー・ビジネス・グループ株式会社入社
- 2019年5月	ジェノプランジャパン株式会社入社
- 2021年10月	株式会社オルツ入社、最高財務責任者（CFO）就任
- 2022年2月	株式会社オルツ取締役 CFO就任
- 2024年12月	株式会社オルツREキャピタル 取締役就任(現任)
- 2024年12月	株式会社わさび 取締役就任
- 2024年12月	株式会社Green&Digital Partners 取締役就任
- 2025年7月	株式会社オルツ 代表取締役就任

## 所属クラブ
- 北鶴SC
- 帝塚山SC（帝塚山高校）
- 奈良クラブ
- 京都大学
- 京都紫光サッカークラブ
- エリース東京FC
- 京都紫光サッカークラブ